# 20804 Etter
20804 Etter è un asteroide della fascia principale. Scoperto nel 2000, presenta un'orbita caratterizzata da un semiasse maggiore pari a 2,4207197 UA e da un'eccentricità di 0,1777437, inclinata di 10,91797° rispetto all'eclittica.